# Парк Кронвалда
Парк Кронвалда (початкова назва — Стрілецький сад) — є частиною зелених насаджень у центрі Риги.

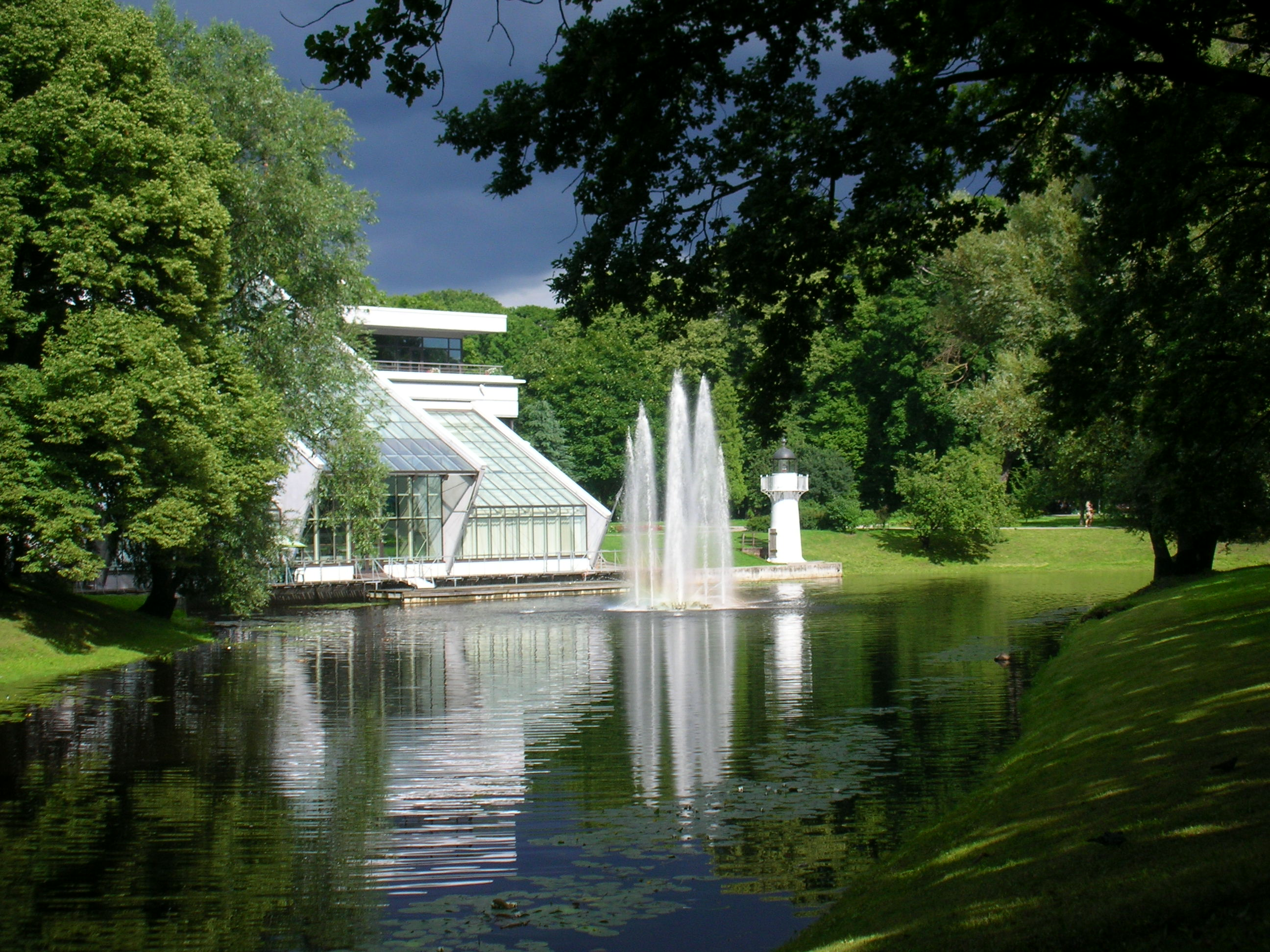
Парк Кронвалда

Парк знаходиться на узбережжі Міського каналу на площі 11,92 га. Він обмежений вулицями Елизабетес і Валдемара, а також бульварами Кронвалда і Калпака. Міський канал ділить парк на дві частини.

## Історія
У 1862, після знесення міських мурів, Ризьке німецьке стрілецьке товариство (Deutsche Schützenverein) придбало 13 га землі на правій стороні каналу. Ця ділянка носила назву Стрілецький сад. 
У 1863 власник садів Риги, Георг Куфальдт розробив план благоустрою Стрілецького саду і почав озеленювати його, залишивши широку незабудовану смугу вздовж каналу, куди з другої половини ХІХ ст. до початку ХХ ст. до міста  доставлялися будівельні матеріали, дрова та різні товари. 
Особливу увагу надали формуванню клумб та розарію, де одночасно зацвіло близько 2000 кущів троянд. Також тут було збудовано громадський будинок і тир. Сад був доступний лише для членів асоціації. У рамках підготовки до святкування 700-річчя Риги в 1901 між валом і каналом Стрілецького саду було реалізовано проєкт «Стара Рига», де представили макети найбільш значущих будівель Риги першої чверті XVII століття (павільйон, побудований муляром Крішянісом Керґалвісом, зберігся до наших днів).
У 1921 асоціація уклала угоду з Міністерством оборони Латвії про часткову оренду Будинку стрільців і саду Клубу армійських офіцерів, який організовував там різноманітні масові заходи, зокрема відомі бали преси. Сад був закритий для простих жителів Риги. У 1927 архітектор Ризьких садів Андрей Зейдакс почав створювати новий ландшафтний парк, але сам Стрілецький сад був відкритий для всіх відвідувачів.
У 1933 Ризька міська управа відчужила 9 га території Стрілецького саду для Стрілецького товариства, надавши в якості компенсації стільки ж землі у волості Бабіте. У свою чергу, 3,3 га землі разом із Будинком стрільців були викуплені латвійською державою і передані військовому міністерству. В результаті Клуб армійських офіцерів став власником Будинку стрільців, перейменувавши його в Будинок офіцерів. У 1935 в саду відкрився молочний павільйон з терасою. Сам Стрілецький сад був перейменований в Сад 15 травня, але через 2 роки був перейменований на честь Атіса Кронвалда, ідейного лідера латвійського національного пробудження в другій половині ХІХ століття, і став називатися садом Кронвалда.
У 1965 його перейменували в парк Кронвалда. У 1971 на місці павільйону (зараз там розташований Будинок дирекції порту) збудували кафе «Айнава». Поруч з ним знаходиться Всесвітній торговий центр «Рига». Будинок офіцерів був знесений і замінений у 1982 на Будинок політичної освіти (нині Будинок конгресів). Також поряд було встановлено пам'ятник письменнику Андрейсу Упітсу.

### Дендрологічний матеріал
На даний момент парк є другим за кількістю видів громадським парком у Ризі, де представлено близько 104 видів і форм дерев і чагарників з різних куточків світу, таких як: огірок японський (Cercidiphyllum japonicum ), огіркова магнолія (Magnolia acuminata), амурська корка (Phellodendron amurense), чорна сосна (Pinus nigra) глід звичайний (Crataegus laevigata), клен звичайний червоний (Acer platanoides), тис звичайний (Taxus baccata), пірамідальний англійський дуб (Quercus Robur), верба ламка (Salix fragilis), клен сріблястий (Acer saccharinum), гінкго білоба (Ginkgo biloba), кінський каштан (Aesculus hippocastanum) та ін.

### Будівлі
У 1863 Асоціація німецьких стрільців побудувала в парку громадський будинок і тир. 
У 1868 була побудована спортивна зала Стрілецького товариства (нім. Turnhalle). У 1883  поблизу Бастейкалнса споруджено дерев’яний міст (у 1892 його замінили кам’яним). Після закінчення латвійських боїв за свободу в будинку Ризького стрілецького товариства був Офіцерський клуб. 21 червня 1935 Центральна спілка латвійських молочників відкрила в парку Молочний павільйон, де пропонували страви національної кухні: смажений оселедець із запеченою в духовці картоплею, кислі каші та кисле молоко тощо.
У 1971 біля каналу збудовано новий «Молочний ресторан», пізніше — кафе «Айнава» (нині в будівлі розташована Управа Ризького вільного порту). 
У 1982 на місці Німецького союзу стрільців було збудовано Будинок політичної освіти (де 8 — 9 жовтня 1988 відбувся установчий з'їзд Латвійського народного фронту). На початку 1990-х, після відновлення незалежності Латвії його перейменували в Ризький Будинок конгресів.
У 2000 в парку збудовано підземну автостоянку з фонтаном. 
У 2001 на лівому березі міського каналу навпроти адміністративної будівлі Ризького порту був побудований китайський павільйон, подарований Китаєм. Поруч з павільйоном розташовані дві групи каменів у композиції з типовими рослинами китайських садів і схилами каналу навпроти альтанки з кам’яними сходами.
Пам'ятники:
- У 1957 році в парку було відкрито бюст письменника Судрабу Еджуса.
- У 1974 було встановлено бюст комуніста Арвіда Пельше (знищений на початку 1990-х).
- У 1982 біля Будинку конгресів було встановлено пам’ятник письменнику Андрейсу Упітсу.
- У 2009 було встановлено пам'ятник Пушкіну. 2023 року його було демонтовано через порушення при встановленні та для очищення від свідчень тоталітарного режиму (див. пушкінопад)[1].

## Галерея

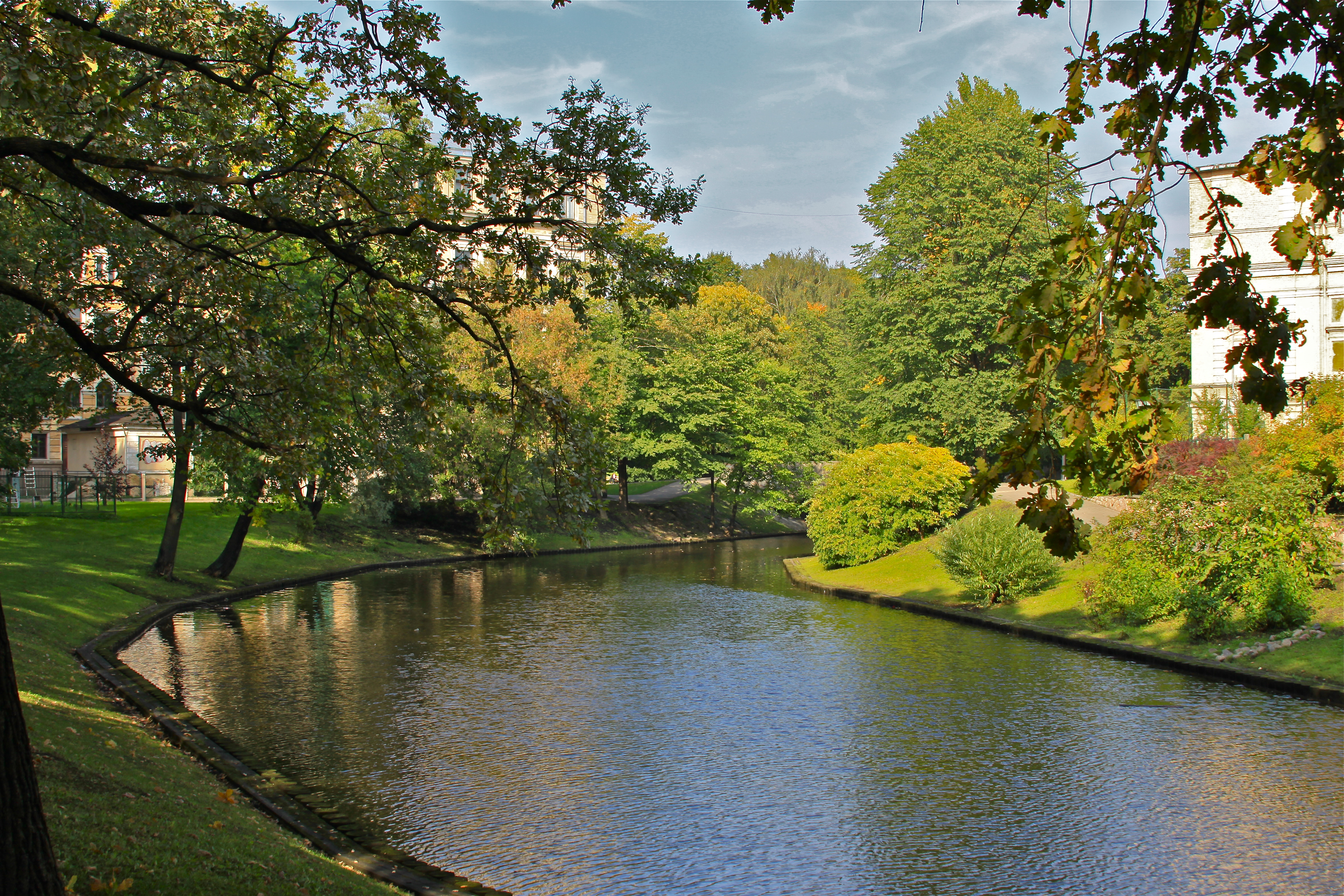
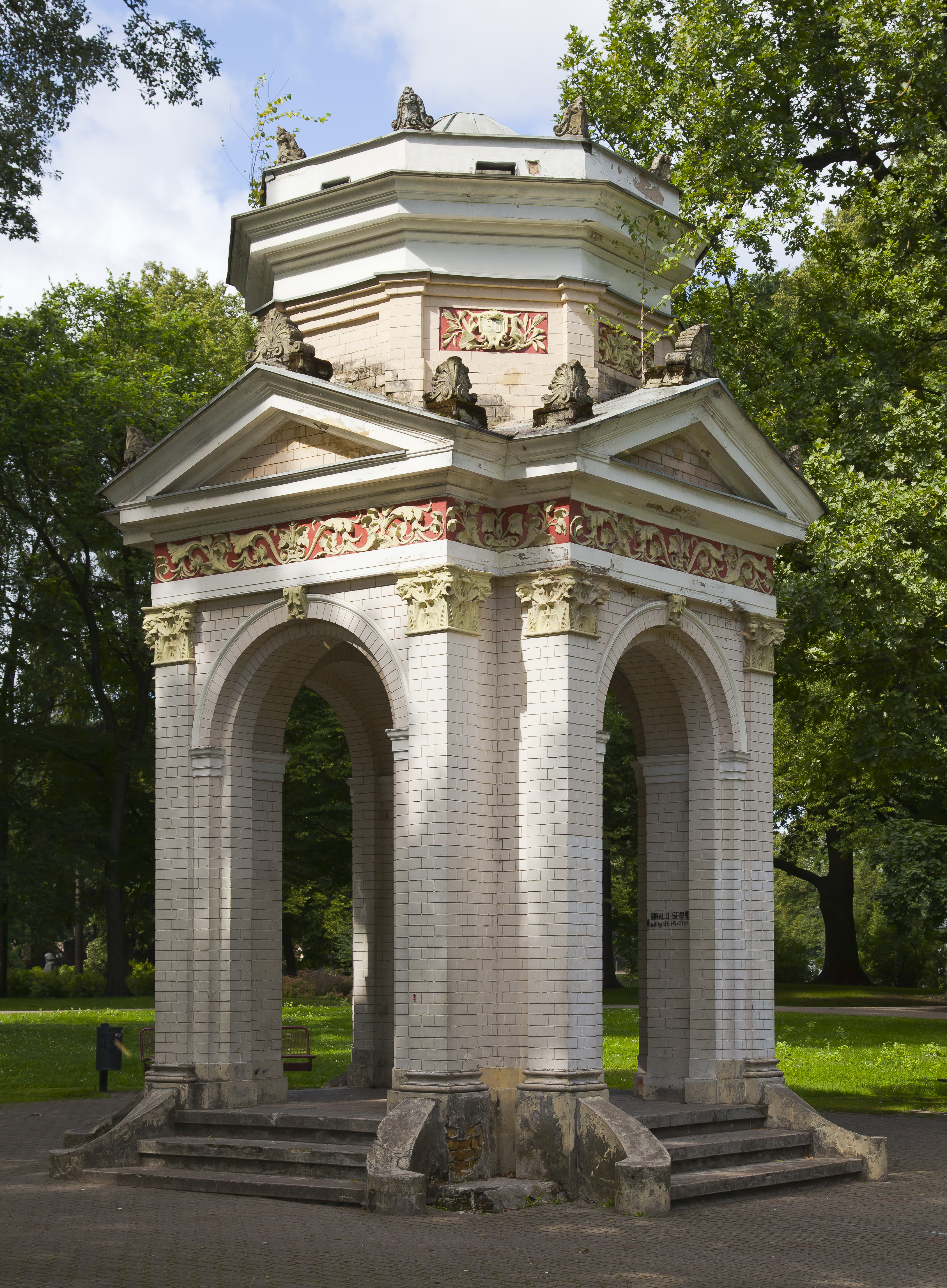
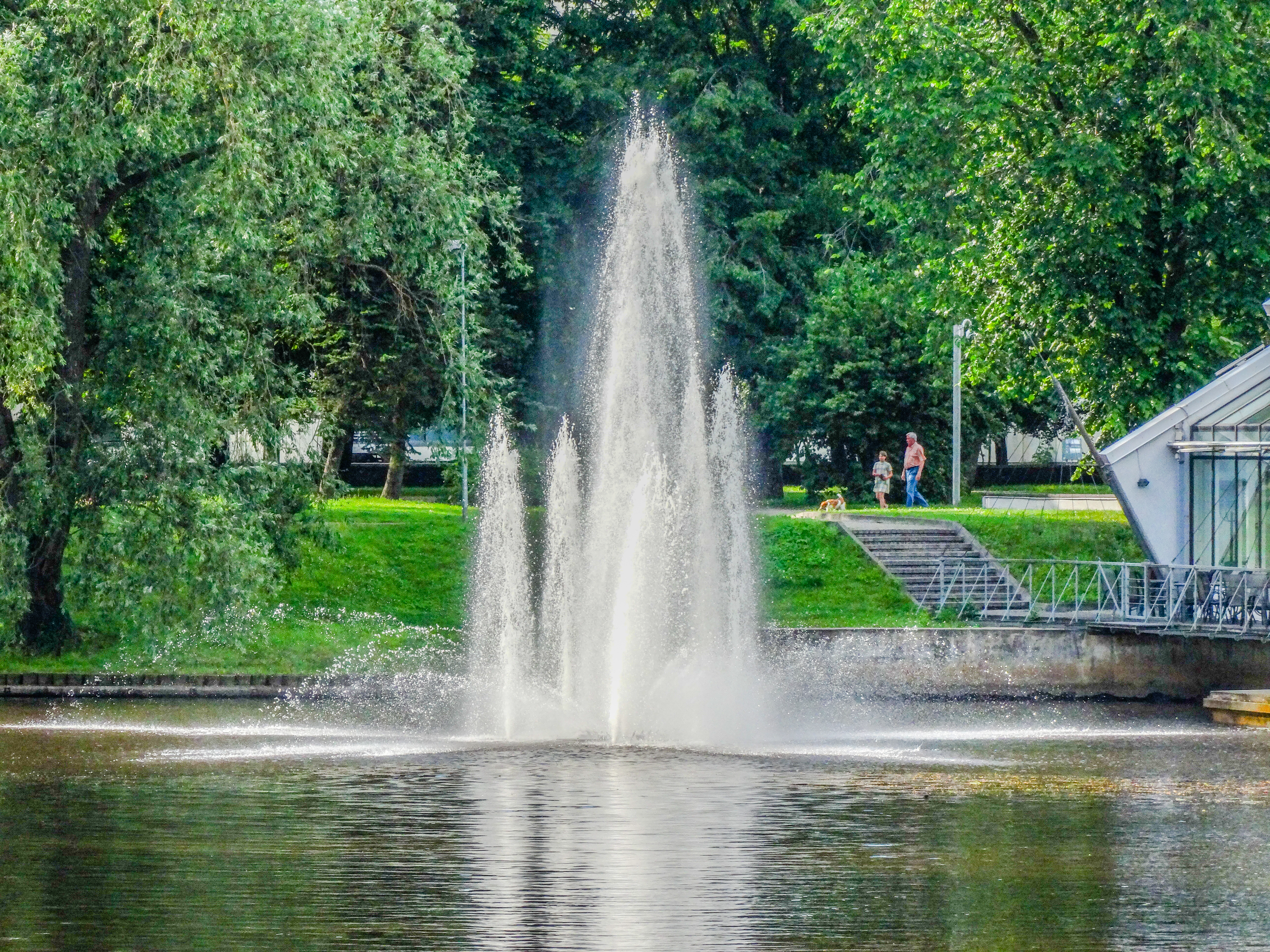

## Зовнішні посилання
- Piens un ideoloģija Kronvalda parkā
- Eglītis M. Ak, kungs, Kronvalda parks! // Vides vēstis, 02.02.2004.
- Kabuce N. Rīgas apstādījumu vēsture